# Tillandsia karwinskyana
Tillandsia karwinskyana là một loài thuộc chi Tillandsia. Đây là loài đặc hữu của México.

## Hình ảnh

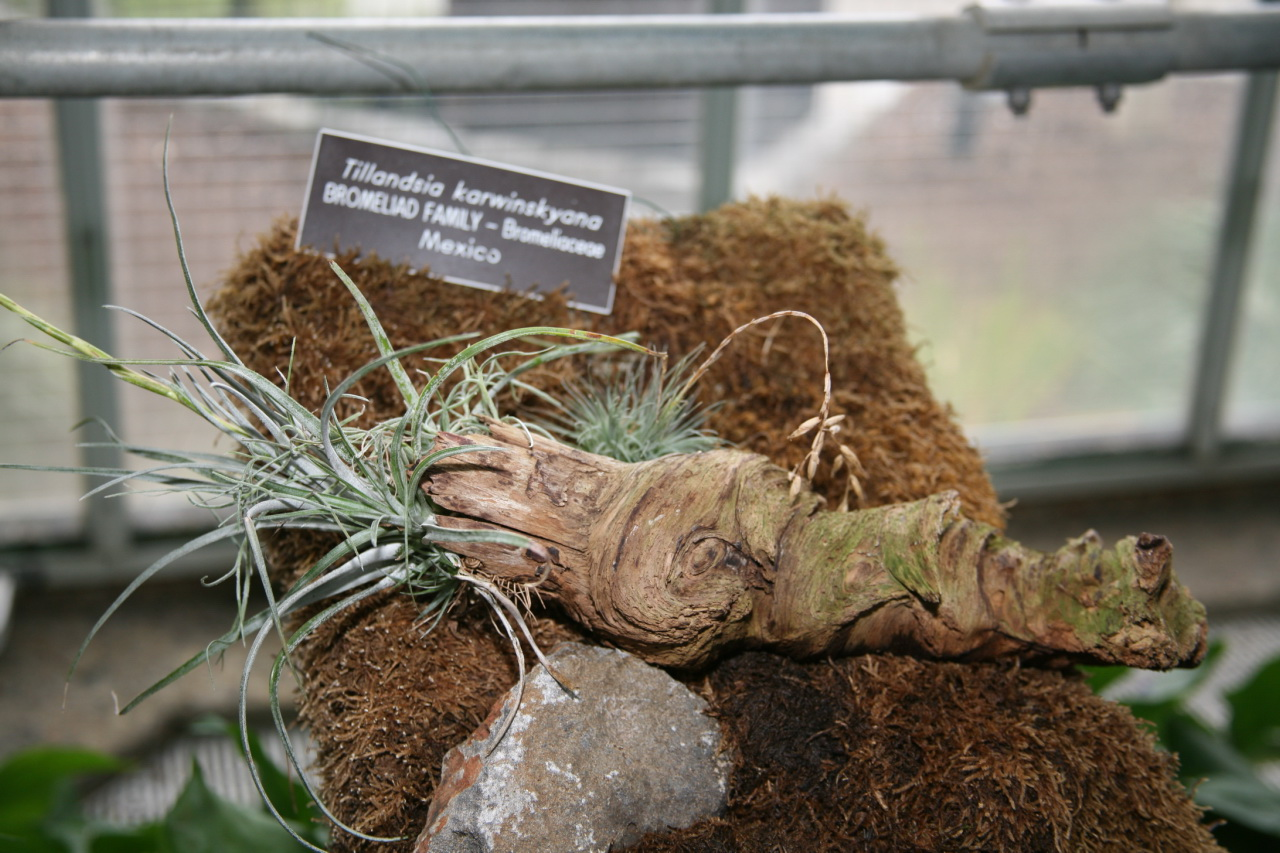

## Giống
- Tillandsia 'Inskip'